# بريان دابو
بريان دابو (18 فبراير 1992 بمارسيليا في فرنسا - ) (بالفرنسية: Bryan Dabo) هو لاعب كرة قدم فرنسي في مركز الوسط. شارك مع منتخب فرنسا تحت 16 سنة لكرة القدم ومنتخب فرنسا تحت 21 سنة لكرة القدم ومنتخب بوركينا فاسو لكرة القدم. أما مع النوادي، فقد لعب مع بلاكبيرن روفرز ونادي مونبلييه.

## وصلات خارجية
- بريان دابو على موقع قاعدة بيانات كرة القدم.إي يو (الإنجليزية)
- بريان دابو على موقع ليكيب (الفرنسية)
- بريان دابو على موقع ناشيونال فوتبول تيمز (الإنجليزية)
- بريان دابو على موقع Soccerbase.com (لاعب) (الإنجليزية)
- بريان دابو على موقع Soccerway.com (الإنجليزية)
- بريان دابو على موقع عالم كرة القدم.نت (الإنجليزية)
- بريان دابو على موقع AS.com (الإسبانية)